# Берестейский проспект

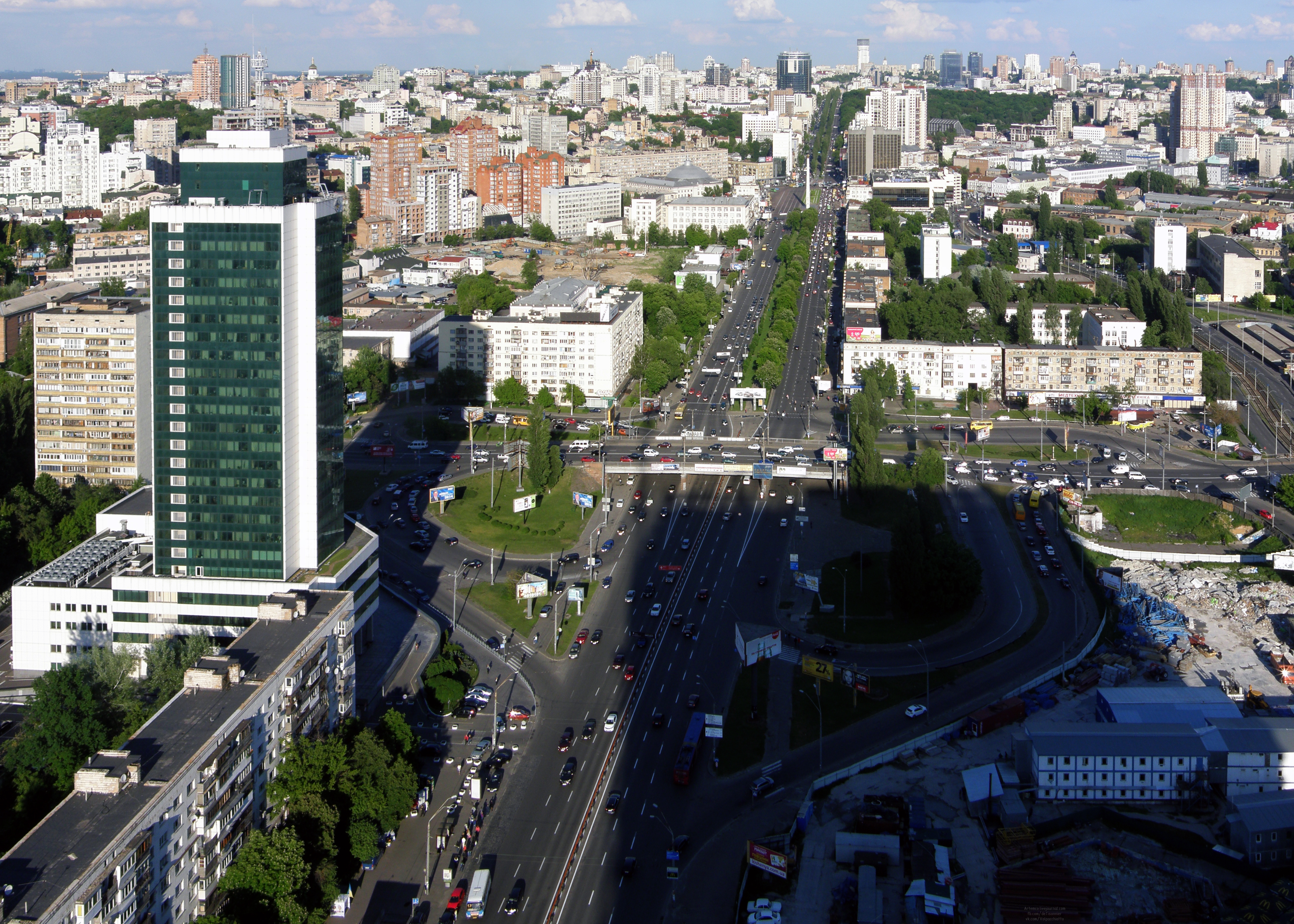
Берестейский проспект, Воздухофлотский мост и бульвар Шевченко

Берестейский проспект (укр. Берестейський проспект) — это проспект в Шевченковском, Соломенском и Святошинском районах города Киев. Одна из самых длинных магистралей города (11,5 км). До 2023 года назывался проспектом Победы.

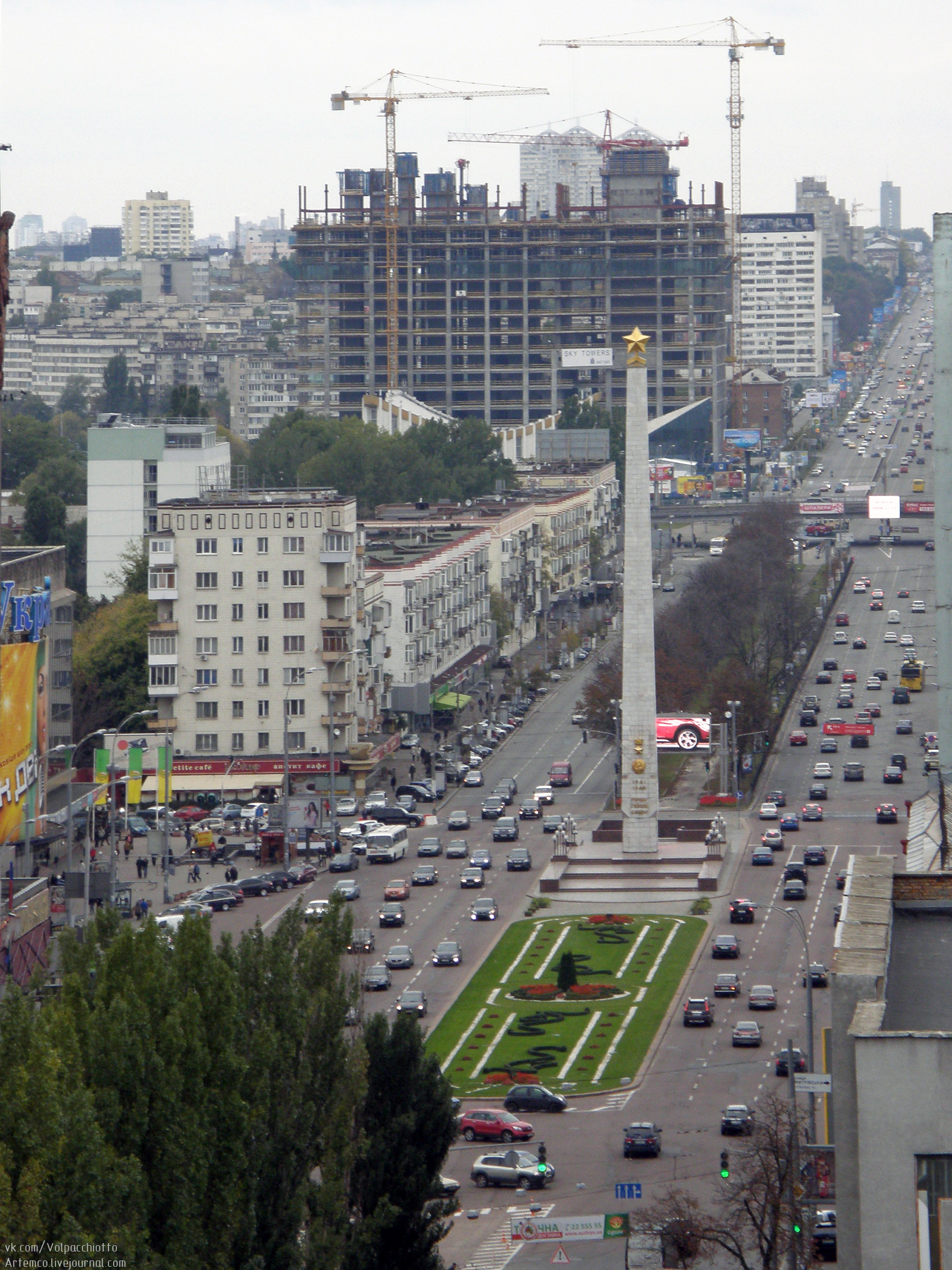
Галицкая площадь и бывшая часть бульвара Шевченко

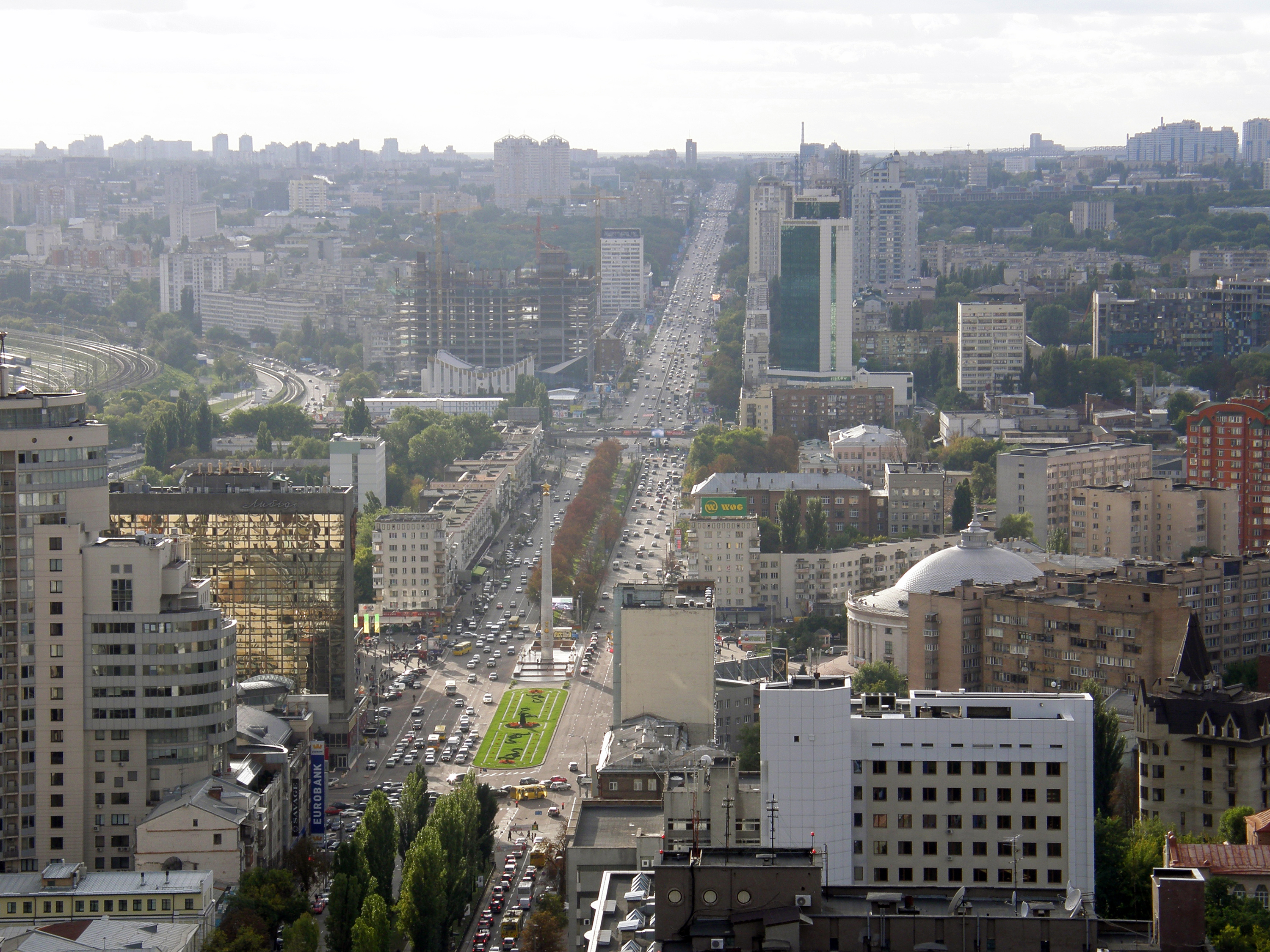
Берестейский проспект от бульвара Шевченко

Проходит от Галицкой площади до Берестейского шоссе. Имеет по 4 полосы движения в каждом направлении. Транспортные потоки разделены. Пешеходные переходы через проспект только по подземным переходам и мостам. Разрешённая скорость движения по проспекту 60 км/ч.
Берестейский проспект является частью украинской магистрали М-06, которая, в свою очередь — частью международной трассы E 40.

## История
Известен с первой половины XIX века как Житомирское и Киево-Брестское шоссе. С конца XIX века, с начала его застройки, назывался Брест-Литовское шоссе, в 1964—1985 годах — Брест-Литовский проспект, его же конечная часть осталась под прежним названием. Название "проспект Победы" — с 1985 года. В том же году к проспекту присоединена часть бульвара Шевченко (на отрезке площадь Победы — Воздухофлотский проспект). 
9 февраля 2023 года на пленарном заседании Киевского городского совета депутаты поддержали переименование проспекта Победы в Берестейский проспект, которое вступил в силу после публикации решения.

## Смежные улицы
- Проспекты: Воздушных Сил, Академика Палладина;
- Улицы: Бульварно-Кудрявская (пересекает), Вячеслава Черновола, Исаакяна, Шолуденко, Провиантская, Богдана Гаврилишина, Зоологическая, Академика Янгеля, Вадима Гетьмана, Александра Довженко, Нестерова, Гарматная, Евгении Мирошниченко, Грушецкая, Николая Шпака, Николая Василенко, Дегтярёвская, Лагерная, Дружковская, Даниила Щербаковского, Галагановская, Александровская, Нивская, Рене Декарта, Мрии, Чистяковская, Экскаваторная, Липовая, Авиаконструкторская, Анатолия Петрицкого, Гетмана Кирилла Разумовского, Ивана Крамского, Мирослава Поповича, Фёдора Кричевского, Живописная, Чернобыльская, Николая Ушакова;
- Переулки: Политехнический, Брест-Литовский;
- Бульвар Академика Вернадского;
- Площади: Галицкая, Чернобаевская.
- Путепроводы через проспект: Воздухофлотский, Шулявский, путепровод ул. Василенко — ул. Дегтярёвская;
- Путепроводы по проспекту: Га́ванский через железную дорогу возле парка «Нивки» и станции метро «Берестейская», возле ул. Даниила Щербаковского (ст. метро «Нивки»), Ковельский — через железнодорожные пути и пл. Чернобаевскую возле ст. метро «Святошин», путепровод через Большую кольцевую дорогу.

## Памятники архитектуры, исторически ценные и выдающиеся сооружения
- № 6 (конец XIX века) — бывшее здание Табачной фабрики
- № 8 (снесён в мае 2013[2]) и 8а (конец XIX — начало XX века) — жилые или общественные здания
- № 28 (1930-е г.) — т. н. «Дом специалистов»
- № 32 — Киевский зоопарк (расположен здесь с начала 1910-х гг.)
- № 33 (1930-е г.) — жилой дом
- № 37, 39 (1898—1899; начало XX века) — многочисленные корпуса Киевского политехнического института
- № 43 (1930-е г.) — жилое здание рабочих завода «ПКМЗ»
- № 44 (конец 1920-х — начало 1930-х г.г.) — киностудия им. А. Довженко
- № 52/2 — танк Т-34/85 в память воинов 3 гвардейской танковой армии, освобождавшей Киев
- № 55 (конец XIX — начало XX века) — промышленные сооружения, здания бывшего военного ведомства
- № 63 (1930-е г.г.) — школа
- № 77 (1930-е г.г.) — жилой дом
- № 86 (1930-е г.г.) — школа
- № 100/1 (1989 г.) — Памятник Петру Николаевичу Нестерову
- № 117 (1910-е г.г.) — кинотеатр «Экран»
- № 130 (начало 20 века) — бывшая дача
- № 150 (1850-е г.г.) — почтовая станция с флигелями

## Важные учреждения и объекты
- № 10 — Министерство образования и науки Украины
- № 11 — Дворец торжественных событий
- № 14 — Министерство транспорта и связи Украины
- № 32 — Киевский зоопарк
- № 34 — Национальный медицинский университет им. А. Богомольца
- № 37 — Национальный технический университет Украины «Киевский политехнический институт»
- № 38 — цыганский музыкально-драматический театр «Романс»
- № 40 — парк имени Ивана Багряного
- № 44 — киностудия им. А. Довженко
- № 45 — почтовое отделение № 57
- № 47 — Центральный гастроном
- № 49/2 — ОАО Завод «ПКМЗ»
- № 50 — издательство «Пресса Украины»
- № 54 — Киевский национальный экономический университет имени Вадима Гетьмана
- № 56 — Институт электродинамики НАН Украины
- № 63 — гимназия № 154
- № 67 — Станкостроительный завод
- № 72 — детский сад № 494
- № 82 — парк «Нивки»
- № 83 — ЗАО «АТЕК»
- № 86 — школа № 73
- № 97 — Святошинская районная государственная администрация
- № 100 — завод «Авиант»
- № 102 — техническая школа железнодорожного транспорта
- № 111 — храм Благовещения Пресвятой Богородицы
- № 113 — школа-интернат № 15
- № 117 — кинотеатр «Экран»
- № 126 — Киево-Святошинская районная государственная администрация
- № 135 — отель «Верховина»
- № 139 — гостиница «Подснежник»
- № 142 — автостанция «Дачная»
- № 150 — детский оздоровительный лагерь «Святошин»

## Галерея
|  |  |  |  |  |
|  |  |  |  |  |
|  |  |  |  |  |